# Saison 2018-2019 du Stade rochelais
Cette page présente la saison 2018-2019 du Stade rochelais en Top 14 et en Challenge européen.

## Entraîneurs
- Jono Gibbes (Directeur sportif)
- Xavier Garbajosa (Entraineur des lignes arrières)
- Grégory Patat (Entraineur des avants)
- Akvsenti Giorgadze (Entraineur de la touche)

## Effectif 2018-2019
| Nom                      | Poste            | Naissance          | Nationalité sportive | International | Dernier club          | Arrivée au club (année) |
| ------------------------ | ---------------- | ------------------ | -------------------- | ------------- | --------------------- | ----------------------- |
| Uini Atonio              | Pilier           | 26 mars 1990       | France               |               | Counties Manukau      | 2011                    |
| Mike Corbel              | Pilier           | 9 avril 1992       | France               | -             | ASM Clermont          | 2013                    |
| Vincent Pelo             | Pilier           | 22 avril 1988      | France               |               | CS Bourgoin-Jallieu   | 2014                    |
| Léo Aouf                 | Pilier           | 25 février 1997    | France               | -             | Formé au club         | 2015                    |
| Mohamed Boughanmi        | Pilier           | 27 octobre 1991    | France               |               | RC Toulon             | 2016                    |
| Dany Priso               | Pilier           | 2 janvier 1994     | France               |               | Stade français        | 2016                    |
| Arthur Joly              | Pilier           | 20 février 1988    | France               | -             | SU Agen               | 2018                    |
| Sila Puafisi             | Pilier           | 15 avril 19888     | Tonga                |               | CA Brive              | 2018                    |
| Hikairo Forbes           | Talonneur        | 5 mars 1986        | Nouvelle-Zélande     | -             | Union Bordeaux-Bègles | 2013                    |
| Pierre Bourgarit         | Talonneur        | 12 septembre 1997  | France               | -             | FC Auch               | 2017                    |
| Jean-Charles Orioli      | Talonneur        | 9 août 1989        | France               | -             | RC Toulon             | 2017                    |
| Romain Sazy              | Deuxième ligne   | 18 octobre 1986    | France               | -             | US Montauban          | 2010                    |
| Mathieu Tanguy           | Deuxième ligne   | 5 mai 1996         | France               | -             | Formé au club         | 2012                    |
| Jone Qovu                | Deuxième ligne   | 26 juillet 1985    | Fidji                |               | Racing 92             | 2014                    |
| William Demotte          | Deuxième ligne   | 22 mai 1991        | France               |               | SU Agen               | 2017                    |
| Thomas Jolmès            | Deuxième ligne   | 8 octobre 1995     | France               | -             | FC Grenoble           | 2017                    |
| Rémi Leroux              | Deuxième ligne   | 4 août 1998        | France               | -             | Formé au club         | 2018                    |
| Lopeti Timani            | Deuxième ligne   | 17 août 1991       | Australie            |               | Melbourne Rebels      | 2018                    |
| Zeno Kieft               | Troisième ligne  | 2 février 1991     | Pays-Bas             |               | Formé au club         | 2010                    |
| Kevin Gourdon            | Troisième ligne  | 23 janvier 1990    | France               |               | ASM Clermont          | 2012                    |
| Levani Botia             | Troisième ligne  | 14 mars 1989       | Fidji                |               | Nadroga               | 2014                    |
| Victor Vito              | Troisième ligne  | 27 mars 1987       | Nouvelle-Zélande     |               | Hurricanes            | 2016                    |
| Rémi Bourdeau            | Troisième ligne  | 27 février 1992    | France               | -             | AS Béziers            | 2018                    |
| Grégory Alldritt         | Troisième ligne  | 23 mars 1997       | France               | -             | FC Auch               | 2017                    |
| Lopeti Timani            | Troisième ligne  | 17 août 1991       | Australie            |               | Melbourne Rebels      | 2018                    |
| Paul Boudehent           | Troisième ligne  | 21 novembre 1999   | France               | -             | Formé au club         | 2018                    |
| Wiaan Liebenberg         | Troisième ligne  | 31 août 1992       | Afrique du Sud       |               | Montpellier HR        | 2018                    |
| Thomas Berjon            | Demi de mêlée    | 12 avril 1998      | France               | -             | Formé au club         | 2018                    |
| Arthur Retière           | Demi de mêlée    | 1er septembre 1997 | France               | -             | Racing 92             | 2016                    |
| Alexi Balès              | Demi de mêlée    | 30 mai 1990        | France               | -             | SU Agen               | 2016                    |
| Jean-Victor Goillot      | Demi de mêlée    | 10 février 1998    | France               | -             | Formé au club         | 2017                    |
| Tawera Kerr-Barlow       | Demi de mêlée    | 15 août 1990       | Nouvelle-Zélande     |               | Chiefs                | 2017                    |
| Ryan Lamb                | Demi d'ouverture | 18 mai 1986        | Angleterre           | -             | Worcester Warriors    | 2017                    |
| Ihaia West               | Demi d'ouverture | 16 janvier 1992    | Nouvelle-Zélande     | -             | ASM Clermont          | 2018                    |
| Maxime Lafage            | Demi d'ouverture | 1er septembre 1994 | France               | -             | Colomiers rugby       | 2018                    |
| Benjamin Noble           | Demi d'ouverture | 30 mai 1997        | France               | -             | Formé au club         | 2018                    |
| Eliott Roudil            | Centre           | 30 octobre 1996    | France               | -             | Formé au club         | 2013                    |
| Pierre Aguillon          | Centre           | 27 mars 1987       | France               | -             | US Oyonnax            | 2015                    |
| Steeve Barry             | Centre           | 18 avril 1991      | France               |               | France VII            | 2016                    |
| Paul Jordaan             | Centre           | 4 janvier 1992     | Afrique du Sud       | -             | Sharks                | 2016                    |
| Geoffrey Doumayrou       | Centre           | 16 septembre 1989  | France               |               | Stade français        | 2017                    |
| Brieuc Plessis-Couillaud | Centre           | 19 mars 1994       | France               | -             | RC Narbonne           | 2018                    |
| Jules Favre              | Centre           | 22 mars 1999       | France               | -             | Formé au club         | 2018                    |
| Gabriel Lacroix          | Ailier           | 19 octobre 1993    | France               |               | SC Albi               | 2015                    |
| Vincent Rattez           | Ailier           | 24 mars 1992       | France               |               | RC Narbonne           | 2016                    |
| Pierre Boudehent         | Ailier           | 6 février 1998     | France               | -             | Formé au club         | 2017                    |
| Jérémy Sinzelle          | Ailier           | 2 juillet 1990     | France               | -             | Stade français        | 2017                    |
| Marc Andreu              | Ailier           | 27 décembre 1985   | France               |               | Racing 92             | 2018                    |
| Kini Murimurivalu        | Arrière          | 15 mai 1989        | Fidji                |               | ASM Clermont          | 2012                    |
| Romaric Camou            | Arrière          | 9 octobre 1996     | France               | -             | Formé au club         | 2015                    |

## Calendrier et résultats

### Top 14
| - Stade rochelais - FC Grenoble : 28 - 21 - Montpellier HR - Stade rochelais : 36 - 14 - Stade toulousain - Stade rochelais : 33 - 26 - Stade rochelais - USA Perpignan : 37 - 10 - Stade rochelais - Lyon OU : 30 - 13 - Union Bordeaux-Bègles - Stade rochelais : 34 - 22 - Stade rochelais - ASM Clermont Auvergne : 16 - 12 - RC Toulon - Stade rochelais : 9-13 - Stade rochelais - SU Agen : 33 - 29 - Stade français Paris - Stade rochelais : 12-14 - Stade rochelais - Racing 92 : 16 - 11 - Section paloise - Stade rochelais : 23-28 - Stade rochelais - Castres Olympique : 53 - 27 | - FC Grenoble - Stade rochelais : 21 - 28 - Stade rochelais - Montpellier HR : 27 - 25 - Stade rochelais - Stade toulousain : 19 - 23 - USA Perpignan - Stade rochelais : 29 - 51 - Lyon OU - Stade rochelais : 29 - 19 - Stade rochelais - Union Bordeaux-Bègles : 81 - 12 - ASM Clermont Auvergne - Stade rochelais : 44 - 19 - Stade rochelais - RC Toulon : 30 - 21 - SU Agen - Stade rochelais : 19 - 7 - Stade rochelais - Stade français Paris : 14 - 27 - Racing 92 - Stade rochelais : 50 - 14 - Stade rochelais - Section paloise : 71 - 21 - Castres Olympique - Stade rochelais : 25 - 11 |

| Rang | Club                  | J  | V  | N | D  | Bo | Bd | Pm  | Pe  | Diff | Pts |
| ---- | --------------------- | -- | -- | - | -- | -- | -- | --- | --- | ---- | --- |
| 1    | Stade toulousain      | 26 | 21 | 2 | 3  | 9  | 1  | 820 | 508 | +312 | 98  |
| 2    | ASM Clermont          | 26 | 16 | 3 | 7  | 9  | 4  | 828 | 535 | +293 | 83  |
| 3    | Lyon OU               | 26 | 17 | 1 | 8  | 7  | 1  | 683 | 525 | +158 | 78  |
| 4    | Racing 92             | 26 | 15 | 1 | 10 | 8  | 4  | 750 | 563 | +187 | 74  |
| 5    | Stade rochelais       | 26 | 16 | 0 | 10 | 6  | 1  | 719 | 616 | +103 | 71  |
| 6    | Montpellier HR        | 26 | 14 | 1 | 11 | 6  | 6  | 659 | 546 | +113 | 70  |
| 7    | Castres olympique (T) | 26 | 15 | 0 | 11 | 4  | 5  | 508 | 499 | +9   | 69  |
| 8    | Stade français Paris  | 26 | 14 | 0 | 12 | 4  | 4  | 583 | 579 | +4   | 64  |
| 9    | RC Toulon             | 26 | 12 | 0 | 14 | 6  | 3  | 572 | 542 | +30  | 57  |
| 10   | Union Bordeaux Bègles | 26 | 12 | 1 | 13 | 4  | 3  | 618 | 711 | -93  | 57  |
| 11   | Section paloise       | 26 | 9  | 0 | 17 | 2  | 5  | 501 | 763 | -262 | 43  |
| 12   | SU Agen               | 26 | 8  | 1 | 17 | 0  | 4  | 431 | 654 | -223 | 38  |
| 13   | FC Grenoble (P)       | 26 | 5  | 2 | 19 | 0  | 5  | 448 | 691 | -243 | 29  |
| 14   | USA Perpignan (P)     | 26 | 2  | 0 | 24 | 0  | 4  | 433 | 821 | -388 | 12  |

### Phases finales

#### Barrages
| Vendredi 31 mai 2019 21 h 00 | Racing 92 | 13 - 19 (3 - 12) | Stade rochelais                                                                                       | Stade olympique Yves-du-Manoir, Colombes 11 498 spectateurs Arbitre : Mathieu Raynal |
| Vendredi 31 mai 2019 21 h 00 | Essai(s) : 1 Nakarawa (67e) Transformation(s) : 1 Iribaren (67e) Pénalité(s) : 2 Machenaud (40e), Iribaren (73e) Carton(s) jaune(s) : 1 Chavancy (37e) |                  | Essai(s) : 1 Retière (52e) Transformation(s) : 1 West (52e) Pénalité(s) : 4 West (11e, 16e, 30e, 38e) | Stade olympique Yves-du-Manoir, Colombes 11 498 spectateurs Arbitre : Mathieu Raynal |
| Vendredi 31 mai 2019 21 h 00 | |                  | | Stade olympique Yves-du-Manoir, Colombes 11 498 spectateurs Arbitre : Mathieu Raynal |

#### Demi-finale
| 8 juin 2019 21 h 00 | Stade toulousain | 20 - 6 (7 - 6) | Stade rochelais                   | Matmut Atlantique, Bordeaux 42 071 spectateurs Arbitre : Pascal Gaüzère |
| 8 juin 2019 21 h 00 | Essai(s) : 3 Guitoune (13e), Bézy (60e) et Kolbe (65e) Transformation(s) : 1 Ramos (14e) Pénalité(s) : 1 Bézy (73e) |                | Pénalité(s) : 2 West (22e et 27e) | Matmut Atlantique, Bordeaux 42 071 spectateurs Arbitre : Pascal Gaüzère |
| 8 juin 2019 21 h 00 | |                |                                   | Matmut Atlantique, Bordeaux 42 071 spectateurs Arbitre : Pascal Gaüzère |

### Coupe d'Europe
Dans la Challenge européen le Stade rochelais, fait partie de la poule 4 et sera opposé aux Anglais de Bristol Rugby, aux  Italiens de Zebre et aux Russes d'Enisey-STM.
| - Enisey-STM - Stade rochelais : 21-82 - Stade rochelais - Enisey-STM : 64-26 - Bristol Rugby - Stade rochelais : 22 - 35 | - Stade rochelais - Bristol Rugby : 3 - 13 - Stade rochelais - Zebre : 32 - 12 - Zebre - Stade rochelais : 10 - 22 |

| Rang | Équipe          | J | V | N | D | Em | Ee | Bo | Bd | Pm  | Pe  | Diff | Pts |
| ---- | --------------- | - | - | - | - | -- | -- | -- | -- | --- | --- | ---- | --- |
| 1    | Stade rochelais | 6 | 5 | 0 | 1 | 32 | 15 | 4  | 0  | 238 | 104 | +134 | 24  |
| 2    | Bristol Bears   | 6 | 4 | 0 | 2 | 42 | 13 | 4  | 1  | 267 | 108 | +159 | 21  |
| 3    | Zebre           | 6 | 3 | 0 | 3 | 21 | 18 | 2  | 0  | 153 | 142 | +11  | 14  |
| 4    | Enisey-STM      | 6 | 0 | 0 | 6 | 14 | 63 | 1  | 0  | 103 | 407 | -304 | 1   |

Avec 5 victoires et 1 défaite, le Stade rochelais termine 1re de la poule 4 et est qualifié pour les quarts de finale.
Phases finales
Quarts de finale
- Stade rochelais -  Bristol Bears : 39 - 15

Demi-finale
- Stade rochelais -  Sale Sharks :  24 - 20

Finale
- ASM Clermont Auvergne -  Stade rochelais : 36 - 16

### Espoirs
En finale du Championnat de France espoirs de rugby à XV le stade rochelais battu par le RC Toulon 14 à 26 est vice champion de France.

## Statistiques

### Championnat de France
Meilleurs réalisateurs
| Rang | Joueur | Poste | Points | Essais | Transf. | Pén. | Drops |
| ---- | ------ | ----- | ------ | ------ | ------- | ---- | ----- |
| 1    | -      | -     | -      | -      | -       | -    | -     |
| 2    | -      | -     | -      | -      | -       | -    | -     |
| 3    | -      | -     | -      | -      | -       | -    | -     |

Meilleurs marqueurs
| Rang | Joueur | Poste | Essais |
| ---- | ------ | ----- | ------ |
| 1    | -      | -     | -      |
| 2    | -      | -     | -      |
| 3    | -      | -     | -      |
| 4    | -      | -     | -      |
| 5    | -      | -     | -      |

### Coupe d'Europe
Meilleurs réalisateurs
| Rang | Joueur | Poste | Points | Essais | Transf. | Pén. | Drops |
| ---- | ------ | ----- | ------ | ------ | ------- | ---- | ----- |
| 1    | -      | -     | -      | -      | -       | -    | -     |
| 2    | -      | -     | -      | -      | -       | -    | -     |
| 3    | -      | -     | -      | -      | -       | -    | -     |

Meilleurs marqueurs
| Rang | Joueur | Poste | Essais |
| ---- | ------ | ----- | ------ |
| 1    | -      | -     | -      |
| 2    | -      | -     | -      |
| 3    | -      | -     | -      |
| 4    | -      | -     | -      |
| 5    | -      | -     | -      |